# Sonic the Hedgehog 2 (16 бит)
Sonic the Hedgehog 2 (яп. ソニック・ザ・ヘッジホッグ２ Соникку дза Хэдзихоггу: Цу, рус. Ёж Соник 2) — видеоигра в жанре платформер из серии Sonic the Hedgehog, разработанная студией Sonic Team в соавторстве с  Sega Technical Institute. Игра была выпущена компанией Sega для игровой приставки Sega Mega Drive/Genesis в конце ноября 1992 года и позже была портирована на различные игровые платформы нескольких поколений и входила в десятки сборников.
Игра является сиквелом Sonic the Hedgehog. По сюжету, главный герой ёж Соник и его новый друг лис Тейлз хотят нарушить коварные планы доктора Роботника по захвату мира и получению Изумрудов Хаоса. По сравнению с первой частью, геймплей Sonic the Hedgehog 2 не подвергся радикальным изменениям, и основным отличием является возможность играть вдвоём. Кроме того, здесь у Соника также впервые появляется способность spin dash, которая позволяет главному герою разгоняться на месте, сворачиваясь в клубок.
Разработка Sonic the Hedgehog 2 началась в ноябре 1991 года смешанной японо-американской командой. Игра претерпела значительные изменения в планировке уровней и концепции. Как и первая часть, Sonic the Hedgehog 2 получила восторженные отзывы критиков и стала коммерчески успешной для компании Sega. Игру хвалили за игровой процесс, музыку и графику. В 1994 году были созданы два продолжения — Sonic the Hedgehog 3 и Sonic & Knuckles.

## Игровой процесс

Игра за лисёнка Тейлза на уровне «Aquatic Ruin». В отличие от первой части, её 8-битной версии и сиквела 8-битной версии, игровые зоны в Sonic the Hedgehog 2 имеют только два акта, однако они стали заметно длиннее и разнообразнее

Sonic the Hedgehog 2 является двухмерным платформером и развивает основы игрового процесса первой части. По сюжету игры, злодей доктор Роботник прибывает на Западный Остров с целью заполучить мистические камни — Изумруды Хаоса, чтобы питать их энергией свою космическую станцию под названием «Яйцо Смерти» (англ. Death Egg) для захвата мира. Соник знакомится с лисёнком Майлзом Прауэром по кличке Тейлз, и они становятся лучшими друзьями. Главные герои собираются нарушить коварные планы Роботника по захвату мира.
Игроку предстоит пройти одиннадцать игровых зон («Emerald Hill», «Chemical Plant», «Aquatic Ruin», «Casino Night», «Hill Top», «Mystic Cave», «Oil Ocean», «Metropolis», «Sky Chase», «Wing Fortress» и «Death Egg»), которые, в свою очередь, поделены на два акта и заполнены определёнными врагами-роботами, называемых бадниками (англ. badnik). Персонаж игрока может атаковать врагов путём сворачивания в колючий клубок в прыжке, либо с помощью нового приёма spin dash, разгоняясь на месте и атакуя скоростным ударом в перекате. Во время прохождения уровня игрок собирает золотые кольца, служащие защитой от врагов, а при сборе 100 штук дающие дополнительную жизнь. Если герою был нанесён урон, он теряет все свои собранные кольца, без которых персонаж гибнет при повторном нападении со стороны врага. Выпавшие кольца можно собрать в течение ограниченного времени и не более 20 штук. Игроку дается дополнительная жизнь при сборе 50 тысяч очков и более. Также на уровнях представлены многочисленные бонусы, хранящиеся в специальных мониторах — например, временная неуязвимость, дополнительная жизнь или ускорение. Прохождение каждого акта ограничено десятью минутами; в зависимости от затраченного на прохождение времени в конце акта игроку присуждаются бонусные очки. В случае смерти персонажа прохождение игры начинается заново, либо с контрольной точки. Дойдя до конца первых двух актов зоны, игрок должен отметить их завершение, коснувшись таблички с изображением Роботника; в конце последнего акта проходит битва с боссом — самим Роботником. В финальной зоне «Death Egg» Соник предварительно сражается с роботом Меха Соником.
В Sonic the Hedgehog 2 присутствует возможность играть за двух персонажей: самого Соника и лисёнка Тейлза, управляемого со второго геймпада. Их движения идентичны и ничем не отличаются друг от друга. Тейлз может выступать как помощник первого игрока. Он может убивать врагов и собирать кольца, которые при этом добавляются ежу. Если второй геймпад не подключен, искусственный интеллект заставляет персонажа просто следовать за Соником и повторять его движения. В игре Тейлз является больше пассивным участником событий, потому что игровая камера даже не следит за ним, поскольку сконцентрирована на Сонике, и лисёнок может просто потеряться за игровым экраном, но по прошествии некоторого времени он автоматически прилетает к главному герою, вращая своими хвостами, как пропеллером. То же происходит, если он погибает во время игры, что, таким образом, делает его «бессмертным». Опции игры позволяют отказаться от сопровождения Тейлза или, напротив, убрать Соника, сделав лисёнка главным героем. Кроме того, при помощи технологии «Lock-On», с которой была выпущена игра Sonic & Knuckles, можно поиграть в Sonic the Hedgehog 2 за появившегося позднее нового персонажа — ехидну Наклза. Для этого необходимо объединить картридж Sonic & Knuckles с Sonic the Hedgehog 2. На уровнях игры есть участки, куда, благодаря способности карабкаться по стенам, попасть может только Наклз; за него же игрок может чаще посещать уровни «Special Stage», поскольку после выхода из них персонаж сохраняет при себе собранные кольца.

### Особый уровень

«Special Stage» полностью выполнен в псевдотрёхмерной графике

В игре существует особый уровень — «Special Stage», предназначенный для сбора Изумрудов Хаоса. Чтобы попасть туда, игроку нужно набрать 50 или более колец и пройти через контрольный столб, после чего прыгнуть на появившийся круг звёздочек. «Special Stage» представляет собой длинную разноцветную трубу, периодически поворачивающуюся и извивающуюся. Игрок должен пройти по этой трубе три этапа, собрав требуемое количество колец и избегая бомб, при столкновении с которыми игровой персонаж теряет десяток набранных колец. В случае удачного прохождения персонаж получает Изумруд Хаоса и начисляют дополнительные очки за собранные кольца. Вернувшись обратно игровой персонаж оказывается без колец, но все они вновь появляются на самой зоне вместе с врагами и мониторами.
Собрав все камни на семи этапах «Special Stage», Соник может превратиться в Супер Соника. Для активизации супер-формы нужно собрать на уровне 50 колец и подпрыгнуть. В результате, персонаж окрашивается в золотой цвет, становится неуязвимым к любым повреждениям, атакует врагов простым касанием, гораздо быстрее бегает и прыгает. Супер Соник может погибнуть только от падения в пропасть или утонув, а пребывание персонажа в этой форме ограничено числом имеющихся у него колец, которое ежесекундно уменьшается. При игре за Тейлза получение всех Изумрудов ни на что не влияет, поскольку аналогичная супер-форма у лисёнка отсутствует.

### Мультиплеер
Помимо обычных уровней, в Sonic the Hedgehog 2 присутствует многопользовательский режим в виде состязаний, рассчитанный для двух игроков. Для состязаний выделено четыре зоны из одиночной игры («Emerald Hill», «Casino Night», «Mystic Cave» и «Special Stage»). Боссы на зонах отсутствуют. Оба игрока преодолевают локации наперегонки в режиме разделённого экрана; выигрывает игрок, который первым придёт к финишу, а в «Special Stage» побеждает тот персонаж, кто собрал бо́льшее количество колец. В этом режиме также добавляются два дополнительных вида мониторов с бонусами для игроков: один с изображением Роботника, разбив который игрок получает повреждение, как от столкновения с врагом, и мониторы-телепорты, при разбивании которых игроки меняются местами.

## Разработка игры

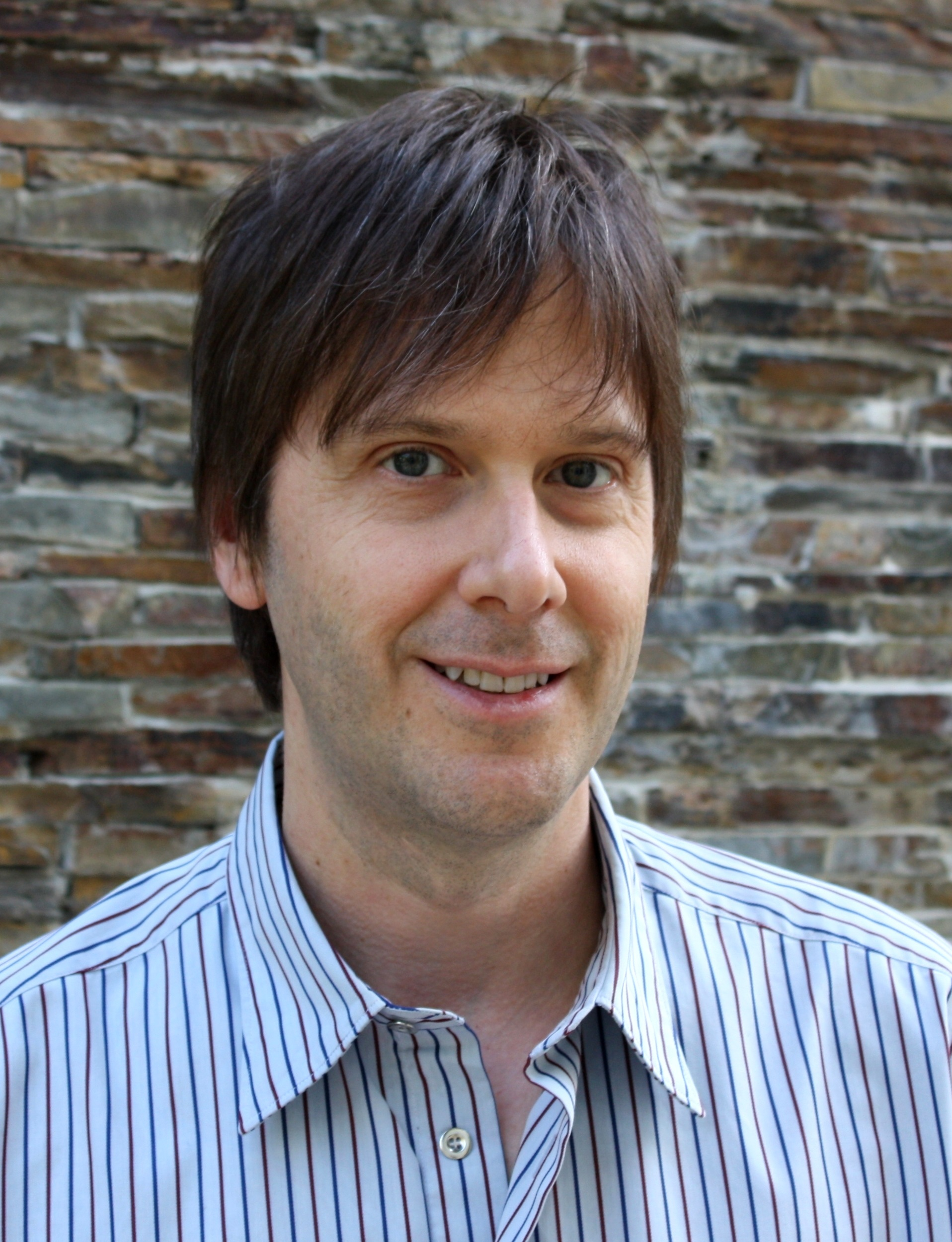
Sega долгое время не давала программисту Марку Серни (на илл.) «зелёный свет» на создание проекта Sonic the Hedgehog 2, так как в издательстве тогда не были уверены в успехе первой Sonic the Hedgehog

После успеха Sonic the Hedgehog, выход сиквела оставался вопросом времени. Однако в Sonic Team, где и была создана игра с ежом Соником, случился раскол: часть сотрудников, в том числе программист Юдзи Нака и дизайнер Хирокадзу Ясухара, были недовольны жёсткой корпоративной политикой издательства Sega. Команда не получила денежной премии за проделанную работу и должного признания со стороны начальства. В итоге Юдзи Нака покинул Sonic Team и, по приглашению Марка Серни, перешёл в недавно созданную компанию Sega Technical Institute (STI). Хотя студия находилась под контролем Sega of America, американского филиала материнской компании, сотрудникам была предоставлена полная свобода действий. В октябре 1991 года в STI перешёл и Ясухара. Оставшаяся японская команда вместе с создателем Соника художником Наото Осимой начала разработку Sonic the Hedgehog CD для модуля Mega-CD.
Первые идеи о Sonic the Hedgehog 2 появились у Марка Серни в сентябре 1991 года, а сама разработка игры началась лишь в ноябре, после согласия руководства Sega финансировать проект. К этому моменту сформировалась японо-американская команда из 12 человек во главе с дизайнером Масахару Ёсии. Хирокадзу Ясухара и Юдзи Нака, руководители первой Sonic the Hedgehog, принимали активное участие в разработке сиквела. Несмотря на предоставление STI свободы действий, конкретно на разработчиков Sonic the Hedgehog 2 оказывалось большое давление со стороны начальства. Кроме того, совместная работа двух групп вызвала для обеих сильные неудобства, связанные с культурной и языковой принадлежностью.
Во время разработки у команды было множество новых идей по поводу игры. Например, для создания лучшего друга Соника в STI был специально проведён конкурс среди художников. Победителем стал Ясуси Ямаути со своим вариантом двухвостого лисёнка, который станет известен под именем Майлз Прауэр. Сотрудникам понравился персонаж, но они предложили назвать его Тейлзом (англ. tails — «хвостатый»). В итоге команда пошла на компромисс: кличка «Майлз» стала настоящим именем персонажа, а «Тейлз» — прозвищем. Начиная с Sonic the Hedgehog 2, лис появляется практически во всех последующих частях серии. Помимо Тейлза, в игре появился робот Меха Соник (Сильвер Соник в европейском издании), выступающий в качестве босса на уровне «Death Egg». Робот серого металлического цвета, созданный доктором Роботником, был сделан по образу главного героя, только более высоким в росте. Художники и программисты также создали множество роботов-приспешников злодея (бадников), но лишь небольшая часть вошла в финальную версию игры.
Не менее амбициозным было решение разработчиков создать для Sonic the Hedgehog 2 восемнадцать уровней. Из-за технических ограничений консоли Mega Drive/Genesis и сжатых сроков команда приостановила разработку некоторых игровых зон («Winter», «Wood», «Rock», «Hidden Palace», «Dust Hill» и «Genocide City»), а также отвергли идею Наото Осимы — путешествия во времени; позднее эту особенность использовали в другой игре про Соника, Sonic the Hedgehog CD. Важным техническим нововведением в серии стала поддержка многопользовательской игры до двух игроков, где используется технология разделённого экрана. Программист Юдзи Нака планировал создать мультиплеер ещё в первой Sonic the Hedgehog, но не смог тогда её вовремя реализовать. Кроме того, по инициативе художника Тима Скелли, дизайнеры создали в псевдотрёхмерной графике новый особый этап, представляющий собой длинную разноцветную трубу.
Проект разрабатывался в течение девяти месяцев, и был завершён летом 1992 года. После анонса, в ряде печатных изданий появилась информация о возможном выходе порта Sonic the Hedgehog 2 на Sega Mega-CD, однако её релиз так и не состоялся. Игра активно рекламировалась в СМИ и не раз демонстрировалась на всевозможных выставках. На маркетинг и продвижение своего продукта Sega потратила свыше 10 миллионов долларов. Неприятный инцидент случился на выставке игрушек в Нью-Йорке: неизвестный сумел похитить две копии тестовой версии игры с вырезанными уровнями. По словам сотрудника Sega Акинори Нисиямы, картриджи украли из-за отсутствия на мероприятии должной системы безопасности. Позже два украденных прототипа были выложены в Интернет, а уровень «Hidden Palace», появившийся в одной из бета-версий, был добавлен в ремейк.
Релиз Sonic the Hedgehog 2 на Mega Drive в Японии состоялся 21 ноября 1992 года, а в США и Европе — в так называемый «день Соника» — 24 ноября.

## Версии и выпуски

### 8-битная версия
Осенью 1992 года состоялся выход Sonic the Hedgehog 2 для консолей Sega Master System и Sega Game Gear. Игра разрабатывалась компанией Aspect при поддержке Sega. Несмотря на название, эта версия не имеет ничего общего со своим 16-битным собратом. По сюжету, Соник должен освободить Тейлза, похищенного Роботником. Игровой процесс был заимствован из первой 8-битной Sonic the Hedgehog, и здесь не представлен приём spin dash. Игрок должен пройти семь оригинальных уровней и собрать все Изумруды Хаоса.
В 2008 и 2013 годах проект был переиздан соответственно на Wii и Nintendo 3DS и доступен в сервисе Virtual Console, а также появился в Sonic Adventure DX Director’s Cut. 8-битная Sonic the Hedgehog 2 также доступна в сборнике Sonic Mega Collection Plus.

### Переиздания и сборники
Помимо оригинальной версии на Mega Drive/Genesis, существует много портов и версий игры для консолей различных поколений. Sonic the Hedgehog 2 была издана для аркадных автоматов, мобильных телефонов, смартфонов, и сервисов цифровой дистрибуции. В 2013 году для устройств с операционными системами Android, iOS и Windows Phone состоялся выход ремейка игры. Он отличается от оригинала улучшенной графикой, использованием нового движка, появлением уровня «Hidden Palace» и возможностью играть за Наклза.
Sonic the Hedgehog не раз переиздавалась в различных сборниках для игровых консолей и PC. Она появилась в сборнике Sonic Compilation для Mega Drive/Genesis (1995), Sonic Jam для Sega Saturn и Game.com (1997), Sonic Mega Collection (2002), Sonic Mega Collection Plus (2004), Sonic’s Ultimate Genesis Collection для Xbox 360 и PlayStation 3 (2009), Sonic Classic Collection (2010) для Nintendo DS, и Sega Mega Drive and Genesis Classics для Linux, macOS, Windows, PlayStation 4, Xbox One и Nintendo Switch (компьютеры — 2010, консоли — 2018). В 2019 году игра вошла в библиотеку игр ретроконсоли Sega Mega Drive Mini. В 2022 году, перед выходом Sonic Origins, Sega убрала из продажи версии игры для Xbox Live Arcade, PlayStation Network и Steam, что вызвало критику с точки зрения сохранения видеоигр и защиты прав потребителей.

## Музыка
Саундтрек к Sonic the Hedgehog 2 написал участник группы Dreams Come True и композитор первой части Масато Накамура. Музыканту предоставили творческую свободу, и поэтому, по его мнению, он смог создать такие «мелодичные мотивы и необычные ритмичные паттерны». Тем не менее, при создании саундтрека Накамура консультировался с разработчиками из STI. Получив опыт во время работы над Sonic the Hedgehog, музыкант улучшил звуковое сопровождение игры и старался не подвести фанатов Соника. Саундтрек был создан в Лондоне. Так как Накамура параллельно занимался написанием альбома The Swinging Star, он решил использовать некоторые композиции своей группы в Sonic the Hedgehog 2.
Как и у предшественника, музыка Sonic the Hedgehog 2 пользуется большой популярностью среди фанатов. Её композиции, как оригинальные, так и ремиксы, звучат в различных играх серии. Множество позитивных отзывов получило музыкальное сопровождение и со стороны профессиональных рецензентов. Представитель сайта IGN Лукас Томас пишет о треках следующее: «Sonic 2 обладает удивительным саундтреком, который служит источником вдохновения для создателей музыки к играм — и её ремиксов — начиная с 1992 года». Положительный отзыв оставил в своём обзоре Джим Стерлинг из Destructoid, назвав работу Накамуры «отличной». Фрэнк Прово (GameSpot) похвалил «чистый» звук и написал: «Вы будете напевать музыку после того, как выключите игру». Песни присутствовали в альбомах Sonic the Hedgehog 10th Anniversary (2001), History of Sonic Music 20th Anniversary Edition (2011) и Sonic the Hedgehog 25th Anniversary Selection (2016). Ремикс композиции «Sweet Sweet Sweet» присутствует в игре Sonic the Hedgehog 2006 года, а специально для игры Sonic Generations Масато Накамура заново перезаписал музыку к уровням «Chemical Plant» и «Casino Night».
Долгое время музыкального альбома с саундтреком Sonic the Hedgehog 2 не существовало. Лишь 19 октября 2011 года был выпущен альбом под названием Sonic the Hedgehog 1&2 Sountrack (яп. ソニック・ザ・ヘッジホッグ 1&2 サウンドトラック Соникку дза Хэдзихоггу Ван то Цу Саундоторакку), приуроченный к 20-летию серии. Он состоял из трёх дисков и, кроме непосредственно композиций из Sonic the Hedgehog 2, содержал в себе треки из Sonic the Hedgehog 1991 года, а также демонстрационные варианты песен из обеих игр и несколько вариаций песни «Sweet Sweet Sweet» из Sonic the Hedgehog 2006 года. В альбоме присутствует небольшое интервью с Масато Накамурой и Юдзи Накой, которые комментируют создание музыкального сопровождения для первых игр серии.
| №                   | Название                                             | Длительность |
| ------------------- | ---------------------------------------------------- | ------------ |
| 1.                  | «STH1 Green Hill Zone ~ Mega Drive Version ~»        | 2:38         |
| 2.                  | «STH1 Marble Zone ~ Mega Drive Version ~»            | 2:08         |
| 3.                  | «STH1 Spring Yard Zone ~ Mega Drive Version ~»       | 2:10         |
| 4.                  | «STH1 Labyrinth Zone ~ Mega Drive Version ~»         | 2:08         |
| 5.                  | «STH1 Star Light Zone ~ Mega Drive Version ~»        | 2:26         |
| 6.                  | «STH1 Scrap Brain Zone ~ Mega Drive Version ~»       | 2:36         |
| 7.                  | «STH1 Final Zone ~ Mega Drive Version ~»             | 1:17         |
| 8.                  | «STH1 Special Stage ~ Mega Drive Version ~»          | 1:32         |
| 9.                  | «STH1 Power Up ~ Mega Drive Version ~»               | 0:58         |
| 10.                 | «STH1 1up ~ Mega Drive Version ~»                    | 0:06         |
| 11.                 | «STH1 Title ~ Mega Drive Version ~»                  | 0:11         |
| 12.                 | «STH1 All Clear ~ Mega Drive Version ~»              | 0:20         |
| 13.                 | «STH1 Stage Clear ~ Mega Drive Version ~»            | 0:09         |
| 14.                 | «STH1 Boss ~ Mega Drive Version ~»                   | 1:23         |
| 15.                 | «STH1 Game Over ~ Mega Drive Version ~»              | 0:15         |
| 16.                 | «STH1 Continue ~ Mega Drive Version ~»               | 0:12         |
| 17.                 | «STH1 Staff Roll ~ Mega Drive Version ~»             | 2:03         |
| 18.                 | «STH2 Emerald Hill Zone ~ Mega Drive Version ~»      | 2:26         |
| 19.                 | «STH2 Chemical Plant Zone ~ Mega Drive Version ~»    | 2:10         |
| 20.                 | «STH2 Aquatic Ruin Zone ~ Mega Drive Version ~»      | 1:40         |
| 21.                 | «STH2 Casino Night Zone ~ Mega Drive Version ~»      | 2:18         |
| 22.                 | «STH2 Hill Top Zone ~ Mega Drive Version ~»          | 1:51         |
| 23.                 | «STH2 Mystic Cave Zone ~ Mega Drive Version ~»       | 2:07         |
| 24.                 | «STH2 Oil Ocean Zone ~ Mega Drive Version ~»         | 1:55         |
| 25.                 | «STH2 Metropolis Zone ~ Mega Drive Version ~»        | 1:49         |
| 26.                 | «STH2 Mystic Cave Zone (2P) ~ Mega Drive Version ~»  | 2:05         |
| 27.                 | «STH2 Casino Night Zone (2P) ~ Mega Drive Version ~» | 1:55         |
| 28.                 | «STH2 Death Egg Zone (Part1) ~ Mega Drive Version ~» | 2:10         |
| 29.                 | «STH2 Death Egg Zone (Part2) ~ Mega Drive Version ~» | 2:18         |
| 30.                 | «STH2 Emerald Hill Zone (2P) ~ Mega Drive Version ~» | 1:35         |
| 31.                 | «STH2 Sky Chase Zone ~ Mega Drive Version ~»         | 1:38         |
| 32.                 | «STH2 Wing Fortress Zone ~ Mega Drive Version ~»     | 1:59         |
| 33.                 | «STH2 Special Stage ~ Mega Drive Version ~»          | 1:47         |
| 34.                 | «STH2 Power Up ~ Mega Drive Version ~»               | 0:54         |
| 35.                 | «STH2 Title ~ Mega Drive Version ~»                  | 0:12         |
| 36.                 | «STH2 All Clear ~ Mega Drive Version ~»              | 1:16         |
| 37.                 | «STH2 Boss ~ Mega Drive Version ~»                   | 2:14         |
| 38.                 | «STH2 Super Sonic ~ Mega Drive Version ~»            | 1:16         |
| 39.                 | «STH2 Option ~ Mega Drive Version ~»                 | 0:42         |
| 40.                 | «STH2 Staff Roll ~ Mega Drive Version ~»             | 2:41         |
| 41.                 | «STH2 Game Results ~ Mega Drive Version ~»           | 2:19         |
| 42.                 | «STH2 Unused Song ~ Mega Drive Version ~»            | 2:02         |
| Общая длительность: | Общая длительность:                                  | 67:51        |

| №                   | Название                                              | Длительность |
| ------------------- | ----------------------------------------------------- | ------------ |
| 1.                  | «STH1 Green Hill Zone ~ Masa’s Demo Version ~»        | 2:37         |
| 2.                  | «STH1 Marble Zone ~ Masa’s Demo Version ~»            | 2:14         |
| 3.                  | «STH1 Spring Yard Zone ~ Masa’s Demo Version ~»       | 2:16         |
| 4.                  | «STH1 Labyrinth Zone ~ Masa’s Demo Version ~»         | 2:08         |
| 5.                  | «STH1 Star Light Zone ~ Masa’s Demo Version ~»        | 2:30         |
| 6.                  | «STH1 Scrap Brain Zone ~ Masa’s Demo Version ~»       | 2:41         |
| 7.                  | «STH1 Final Zone ~ Masa’s Demo Version ~»             | 1:24         |
| 8.                  | «STH1 Special Stage ~ Masa’s Demo Version ~»          | 1:32         |
| 9.                  | «STH1 1up ~ Masa’s Demo Version ~»                    | 0:07         |
| 10.                 | «STH1 Title ~ Masa’s Demo Version ~»                  | 0:12         |
| 11.                 | «STH1 All Clear ~ Masa’s Demo Version ~»              | 0:24         |
| 12.                 | «STH1 Stage Clear ~ Masa’s Demo Version ~»            | 0:11         |
| 13.                 | «STH1 Boss ~ Masa’s Demo Version ~»                   | 1:29         |
| 14.                 | «STH1 Game Over ~ Masa’s Demo Version ~»              | 0:22         |
| 15.                 | «STH1 Continue ~ Masa’s Demo Version ~»               | 0:13         |
| 16.                 | «STH2 Emerald Hill Zone ~ Masa’s Demo Version ~»      | 2:48         |
| 17.                 | «STH2 Chemical Plant Zone ~ Masa’s Demo Version ~»    | 2:29         |
| 18.                 | «STH2 Aquatic Ruin Zone ~ Masa’s Demo Version ~»      | 2:03         |
| 19.                 | «STH2 Casino Night Zone ~ Masa’s Demo Version ~»      | 2:23         |
| 20.                 | «STH2 Hill Top Zone ~ Masa’s Demo Version ~»          | 2:12         |
| 21.                 | «STH2 Mystic Cave Zone ~ Masa’s Demo Version ~»       | 2:26         |
| 22.                 | «STH2 Oil Ocean Zone ~ Masa’s Demo Version ~»         | 2:06         |
| 23.                 | «STH2 Metropolis Zone ~ Masa’s Demo Version ~»        | 2:21         |
| 24.                 | «STH2 Mystic Cave Zone (2P) ~ Masa’s Demo Version ~»  | 2:02         |
| 25.                 | «STH2 Casino Night Zone (2P) ~ Masa’s Demo Version ~» | 2:03         |
| 26.                 | «STH2 Death Egg Zone (Part1) ~ Masa’s Demo Version ~» | 2:18         |
| 27.                 | «STH2 Death Egg Zone (Part2) ~ Masa’s Demo Version ~» | 2:22         |
| 28.                 | «STH2 Emerald Hill Zone (2P) ~ Masa’s Demo Version ~» | 1:45         |
| 29.                 | «STH2 Sky Chase Zone ~ Masa’s Demo Version ~»         | 1:49         |
| 30.                 | «STH2 Wing Fortress Zone ~ Masa’s Demo Version ~»     | 2:08         |
| 31.                 | «STH2 Special Stage ~ Masa’s Demo Version ~»          | 2:04         |
| 32.                 | «STH2 All Clear ~ Masa’s Demo Version ~»              | 1:23         |
| 33.                 | «STH2 Boss ~ Masa’s Demo Version ~»                   | 2:26         |
| 34.                 | «STH2 Super Sonic ~ Masa’s Demo Version ~»            | 1:21         |
| 35.                 | «STH2 Option ~ Masa’s Demo Version ~»                 | 0:40         |
| 36.                 | «STH2 Game Results ~ Masa’s Demo Version ~»           | 2:19         |
| 37.                 | «STH2 Unused Song ~ Masa’s Demo Version ~»            | 1:03         |
| 38.                 | «Theme of SONIC THE HEDGEHOG Demo»                    | 0:34         |
| 41.                 | «STH2 Unused Song ~ Masa’s Demo Version ~»            | 2:02         |
| Общая длительность: | Общая длительность:                                   | 65:15        |

| №                   | Название                          | Музыка                 | Исполнитель             | Длительность |
| ------------------- | --------------------------------- | ---------------------- | ----------------------- | ------------ |
| 1.                  | «SWEET SWEET SWEET»               | Масато Накамура        |                         | 5:15         |
| 2.                  | «SWEET DREAM»                     | Масато Накамура        |                         | 5:14         |
| 3.                  | «SWEET SWEET SWEET -06 AKON MIX-» | Масато Накамура, Эйкон | Dreams Come True, Эйкон | 4:41         |
| 4.                  | «SWEET DREAM −06 AKON MIX-»       | Масато Накамура, Эйкон | Dreams Come True, Эйкон | 4:16         |
| Общая длительность: | Общая длительность:               | Общая длительность:    | Общая длительность:     | 19:26        |

## Оценки и мнения
| Сводный рейтинг    | Сводный рейтинг | Сводный рейтинг | Сводный рейтинг | Сводный рейтинг | Сводный рейтинг |
| Издание            | Оценка          | Оценка          | Оценка          | Оценка          | Оценка          |
| Издание            | iOS             | Mega Drive      | PS3             | Wii             | Xbox 360        |
| ------------------ | --------------- | --------------- | --------------- | --------------- | --------------- |
| GameRankings       | N/A             | 91,88 %         | 60 %            | N/A             | 82,30 %         |
| Metacritic         | 60/100          | N/A             | N/A             | N/A             | 82/100          |
| MobyRank           | N/A             | 92/100          | N/A             | 87/100          | 85/100          |
| Иноязычные издания |                 |                 |                 |                 |                 |
| Издание            | Оценка          | Оценка          | Оценка          | Оценка          | Оценка          |
| Издание            | iOS             | Mega Drive      | PS3             | Wii             | Xbox 360        |
| AllGame            | N/A             | [ 14 ]          | N/A             | [ 78 ]          | [ 79 ]          |
| Destructoid        | 5,5/10          | N/A             | N/A             | N/A             | N/A             |
| EGM                | N/A             | 8,75/10         | N/A             | N/A             | N/A             |
| Eurogamer          | N/A             | N/A             | N/A             | N/A             | 9/10            |
| GameSpot           | N/A             | N/A             | N/A             | N/A             | 8/10            |
| GamesRadar+        | N/A             | 10/10           | N/A             | N/A             | N/A             |
| GameZone           | 7,5/10          | N/A             | N/A             | N/A             | N/A             |
| IGN                | 5,5/10          | N/A             | N/A             | 8,5/10          | 7,9/10          |
| ONM                | N/A             | N/A             | N/A             | 94 %            | N/A             |
| TeamXbox           | N/A             | N/A             | N/A             | N/A             | 8,4/10          |
| Mean Machines Sega | N/A             | 96/100          | N/A             | N/A             | N/A             |
| Mega               | N/A             | 94 %            | N/A             | N/A             | N/A             |

Игра получила высокие оценки от критиков. По данным сайта GameRankings, средняя оценка оригинала составила 91,88 %. По всему миру было продано свыше шести миллионов экземпляров Sonic the Hedgehog 2, что сделало игру одним из бестселлеров на консоли Mega Drive/Genesis. Журнал Electronic Gaming Monthly в 1992 году присудил игре звание «лучшая игра для Sega Genesis». Sonic the Hedgehog 2 в 2000 году была помещена на 61-е место в списке «100 лучших игр всех времён» по версии журнала Game Informer. Сайт GameZone в июле 2011 года поместил Sonic the Hedgehog 2 на второе место среди лучших игр серии Sonic the Hedgehog. В 2012 году игра заняла третье место в топе «Лучших игр для Sega Genesis всех времён» и первое место в топе «Лучших игр про Соника» по версии сайта GamesRadar. В 2010 году Official Nintendo Magazine провёл опрос среди поклонников Соника на тему их любимых игр серии. По итогам этого опроса Sonic the Hedgehog 2 заняла первое место.
Главным достоинством игры критики посчитали игровой процесс. По словам рецензента из IGN Лукаса Томаса, Sonic the Hedgehog 2, по сравнению с первой частью, предлагает игроку больше уровней, персонажей, движений и злодеев. Больше скорости геймплею придал новый приём Соника spin dash, благодаря которому теперь уже не нужно искать участок для разгона. О значительных улучшениях сиквела писала в обзоре журналистка Eurogamer Элли Гибсон. Обозревая портированную версию для Xbox 360, она написала следующее: «…Sega была достаточно разумной, чтобы всё оставить [как в игре Sonic 1]. В наличии оригинальные и правильные уровни. Они захватывающие и до́роги как никогда. Сама скорость игры до сих пор вызывает трепет…». Фрэнк Прово из GameSpot отмечал, что игра стала популярной после устранения недостатков оригинала, и она помогла продать множество консолей Genesis. Примеры таких улучшений привёл Джастин Тауэлл в своём обзоре для GamesRadar: новый специальный этап, акцент на скорость, и так далее. Объектами критики послужили мультиплеер и появление Тейлза в качестве дополнительного персонажа. Журналистам не понравились сжатие и мерцания на экране в многопользовательской игре, которые приводят к искажению изображения, а лисёнка игровая пресса посчитала бесполезным и раздражающим, потому что он мешает игроку проходить уровни.
Положительно критики оценили дизайн уровней и графику игры. Гибсон назвала локации в Sonic the Hedgehog 2 «впечатляющими», Энди Эдди из TeamXbox — красочными. Представитель Official Nintendo Magazine Том Ист назвал игру лучшей в серии и жанре платформер в целом. Несмотря на сокращение число актов (с трёх в Sonic the Hedgehog до двух), число самих уровней стало больше и они стали лучше запоминаться. Новые фоны красочны, а графика по-прежнему прекрасна как никогда. Однако некоторые локации, в особенности последние, получились достаточно сложными. Тауэлл в своём обзоре также обратил внимание, что Соник проходит сам себя, когда тот мчится по экрану. Разделились мнения по поводу «Special Stage». Для Гибсон причиной плохого восприятия особого уровня стала его «ужасная» структура из многочисленных блоков. Дэвиду Краддоку из IGN не понравился бонусный этап из-за вышеупомянутого Тейлза, который может задеть бомбы и потерять ценные для игрока кольца. Но журналистам, которые положительно отзывались о «Special Stage», понравилось 3D-оформление.
Последующие переиздания Sonic the Hedgehog 2 также получали положительные отзывы от критиков и фанатов, но оценки были несколько ниже, чем у оригинала. «Версия на Virtual Console — это простой палец вверх», — написал Лукас Томас о переиздании проекта на Wii. Низкая цена Sonic the Hedgehog 2 и наличие онлайн-режима привлекло внимание Элли Гибсон. «За 4,25 GBP вы приобретёте часы удовольствия. Не миллион часов, потому что игры тогда были короче», — отметила она. Дэвид Краддок рекомендовал игроками пройти вторую часть Соника, так как она не только лучшая на консоли Genesis, но и является достойным дополнением в библиотеке XBLA. Версия для iOS была встречена критиками прохладно по причине плохого качества портирования игры и отсутствия в наличии мультиплеера. «Sonic the Hedgehog 2 на iPhone… превращает молниеносно быструю игру, чемпиона по мастерству, в сплошное разочарование», — пишет Леви Бьюкенен. Схожее мнение высказал и Джим Стерлинг, представитель сайта Destructoid.

### Влияние
Выход игры Sonic the Hedgehog 2 укрепил позиции Sega на мировом рынке игровых консолей; её доля к началу 1993 года осталась на уровне 65 %. Но вскоре успехи издательства были сведены на нет после выхода PlayStation от Sony. В 1994 году были выпущены продолжения Sonic the Hedgehog 3 и Sonic & Knuckles. По сюжету доктор Роботник с помощью Изумрудов Хаоса собирается восстановить базу «Яйцо Смерти» и снова сделать её боеспособной. Помогает злодею обманутый им же ехидна Наклз, который создаёт на пути Соника и Тейлза всяческие препятствия.
Sonic the Hedgehog 2 представила нового персонажа в серии Майлза «Тейлза» Прауэра. С тех пор лис появился в последующих играх про Соника, а в двух проектах на портативную консоль Game Gear — Tails’ Skypatrol и Tails Adventure — удостоился главной роли. Новые версии уровней «Chemical Plant» и «Casino Night» появились в игре Sonic Generations, посвящённая 20-летию ежа Соника; там же по сюжету классический Соник сражается с Роботником на базе «Death Egg». Помимо игр, отсылку к Sonic the Hedgehog 2 сделали и создатели фильма «Соник в кино»: они, в момент написания сценария, решили присвоить ленте рабочее название «Ночь казино» (англ. Casino Night).